# Rich Man, Poor Man (film fra 1918)
Rich Man, Poor Man er en amerikansk stumfilm fra 1918 af J. Searle Dawley.

## Medvirkende
- Marguerite Clark - Betty Wynne
- Richard Barthelmess - Bayard Varick
- George Backus - Henry Mapelson
- Frederick Warde - John K. Beeston
- J. W. Herbert - De Courcey Lloyd